# گوران گرگیچ
گوران گرگیچ (کرواتی: Goran Grgić؛ زادهٔ ۱۷ نوامبر ۱۹۶۵) یک هنرپیشه اهل کرواسی است. وی از سال ۱۹۷۲ میلادی تاکنون مشغول فعالیت بوده‌است. 
از فیلم‌ها یا برنامه‌های تلویزیونی که وی در آن نقش داشته است می‌توان به لیبرتاس و یک روز عالی اشاره کرد.